# 4282 Endate
4282 Endate је астероид главног астероидног појаса чија средња удаљеност од Сунца износи 2,391 астрономских јединица (АЈ).
Апсолутна магнитуда астероида је 13,3.